# Glacera Nabesna
La glacera Nabesna (en anglès  Nabesna Glacier) és una glacera que es troba a l'estat d'Alaska, als Estats Units. Alimentada per les nevades de les muntanyes Wrangell, els seus 85 km de llarg la converteixen en la vall glacial més llarga d'Amèrica del Nord i la més llarga del món de les valls glacial interiors.
La glacera s'inicia en un extens camp de gel que cobreix el vessant nord del mont Wrangell, un gran volcà en escut, a 4.317 m. Inicialment es dirigeix cap a l'est, passant vora altres pics volcànics com el mont Blackburn i els Atna Peaks, per tot seguit girar cap al nord a la seva fi, a uns 900 m d'altitud, i uns 24 km al sud de l'antic assentament miner de Nabesna. Durant el seu llarg recorregut la glacera és alimentada per unes 40 glaceres tributàries. La fosa del gel a la seva fi dona lloc al naixement del riu Nabesna, que es dirigeix cap al nord a través del Refugi Nacional de Fauna Salvatge de Tetlin fins a unir-se al riu Tanana.
En la seva part central, es comporta com una presa de retenció d'escorrentia natural amb la formació de diversos llacs petits en els seus flancs.
El seu nom prové del nom del riu Nabesna, i se li va donar el 1902 per F. C. Schrader del U.S. Geological Survey. Avionetes especialment equipades per conduir escaladors i científics poden aterrar en la part central de la glacera, a uns 2.000 metres, quan la neu cobreix les escletxes.